# شهرستان کروتوشن
شهرستان کروتوشن (به لهستانی: Powiat Krotoszyn) یک شهرستان در لهستان است که در استان لهستان بزرگ‌تر واقع شده‌است. شهرستان کروتوشن ۷۱۴٫۲۳ کیلومتر مربع مساحت و ۷۷٬۰۹۲ نفر جمعیت دارد.